# Sympetrum speciosum
Sympetrum speciosum là loài chuồn chuồn trong họ Libellulidae. Loài này được Oguma mô tả khoa học đầu tiên năm 1915.